# Pablo Sandoval
Pablo Emilio Sandoval (11 de agosto de 1986, en Puerto Cabello, Carabobo, Venezuela), apodado "Kung Fu Panda" o "Big Pablo", es un exjugador de Grandes Ligas que juega actualmente para los Cangrejeros de Santurce en la Liga Roberto Clemente de Puerto Rico, anteriormente jugó para los Gigantes de San Francisco, Boston Red Sox, Atlanta Braves y Cleveland Indians en la MLB. También jugó para los Navegantes del Magallanes en la LVBP. 
Sandoval mide 5'11" (181 cm), pesa 245 libras (111 kg), tira a la derecha y batea con ambas manos. Sandoval es hermano de Michael Sandoval, quien jugó en ligas menores para los Mellizos de Minnesota desde 1998 hasta 2004.
Ganó tres anillos de campeonato con los Gigantes, siendo el protagonista del equipo californiano tal fama entusiasmó a los Medias Rojas de Boston y le contrataron pero sin éxito.

## Ligas Menores
Fue firmado como agente libre seleccionado el 8 de mayo de 2003, Sandoval comenzó su carrera profesional como receptor en el 2004 con el afiliado de los Gigantes en la Arizona League, bateando .266 sin jonrones y 26 carreras impulsadas en 177 turnos al bate.
En el 2005, fue utilizado casi exclusivamente como un tercera base mientras jugaba para Los Volcanes de Salem-Keizer. Tenía un promedio de .330 con tres jonrones y 50 carreras impulsadas. Su promedio de bateo se desplomó en 2006 a .265. Había conectado un jonrón y 49 carreras impulsadas con los Augusta Green Jackets, en el año que dividió su rol entre la primera y tercera base. En el 2007, jugó para los Gigantes de San José, promediando .287 con 11 cuadrangulares y 52 carreras impulsadas. Esa temporada, fue utilizado como receptor y primera base.
En el 2008, pasó un tiempo con dos equipos de ligas menores, el Single-A de los Gigantes de San José y el Doble-A de Connecticut Defenders, antes de ser llamado a las Grandes Ligas. En 175 turnos al bate con Connecticut, bateó para .337 con 8 jonrones y 37 carreras impulsadas. En total, bateó .350 con 20 cuadrangulares y 96 carreras impulsadas en 2008.

## Grandes Ligas

### Temporada 2008
Sandoval fue llamado a las Grandes Ligas el 13 de agosto de 2008. Debutó el día siguiente, 14 de agosto, bateando de 0-3. En su primera aparición en MLB, conectó un elevado de sacrificio para producir una carrera impulsada. Obtuvo su primer éxito en la segunda entrada de su próximo juego, 16 de agosto, bateando de 3-5. Su primer home run fue el 27 de agosto ante el lanzador Liván Hernández de los Colorado Rockies. En 41 partidos en 2008, bateó .345 con 3 jonrones y 24 carreras impulsadas, ponchándose 14 veces en 154 turnos al bate.
En defensa, los Gigantes lo utilizaron como tercera base titular, primera base, y, durante un corto período, como receptor para el lanzador Barry Zito, quien le dio el sobrenombre de Kung Fu Panda, también ha sido llamado "The Round Mound of Pound" (refiriéndose a la película del mismo nombre). Recibió el apodo después del 19 de septiembre de 2008, donde anotó una carrera contra Los Angeles Dodgers saltando por encima del receptor Danny Ardoin, anotando desde la segunda base con un sencillo de Bengie Molina.

### Temporada 2009
En los entrenamientos de primavera bateó .457, liderando a todos los bateadores con al menos 80 turnos. El 12 de mayo de 2009, Sandoval dio su primer jonrón para ganar un juego contra los Nacionales de Washington 9-7. Después de sus primeros 73 juegos, el columnista Scott Ostler del San Francisco Chronicle escribió que "Sandoval hizo la transición más grande del sistema de granjas desde 1986 cuando Will Clark y Robby Thompson eran novatos."

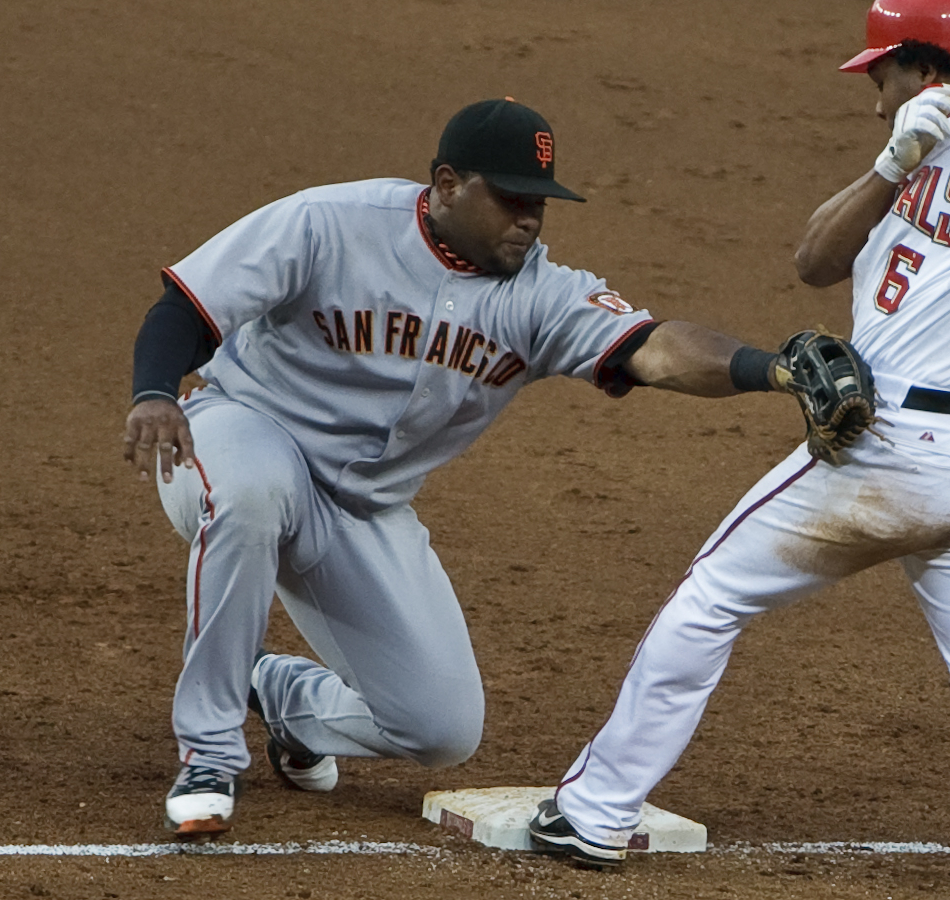
Pablo Sandoval jugando en la Tercera base para los San Francisco Giants.

Los primeros días de Sandoval en las Grandes Ligas se caracterizó por una tendencia a batear libremente. El entrenador de bateo los Gigantes, Carney Lansford refiriéndose a Sandoval señaló que contribuyeron a la elaboración del equipo la menor cantidad de carreras en la Liga Nacional en un momento en que el número total de carreras en todas las Grandes Ligas ha aumentado. "Por mucho que intento conseguir que sea disciplinado, es como enjaular un león. Sale de la caseta listo para batear. Yo, literalmente, le digo antes de cada turno al bate, 'Hazle swing a un strike'". Sandoval se caracteriza en su enfoque: "Mirar la pelota, batear".

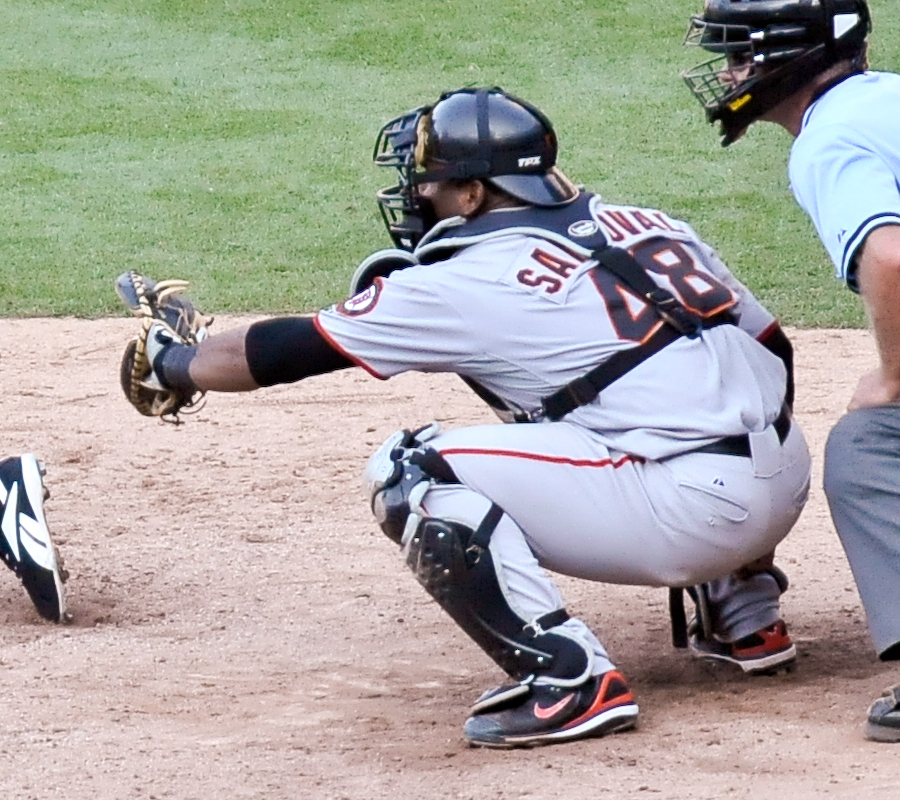
Pablo Sandoval jugando en la receptoría para los San Francisco Giants.

En julio de 2009, fue nombrado candidato para la 80.ª edición del Juego de las Estrellas de la MLB, por el puesto en el roster final en el equipo de la Liga Nacional. Al final fue vencido por Shane Victorino de los Filis de Filadelfia.
Sandoval con su personalidad y sentido del humor son una enorme presencia en el camerino de los Gigantes y en el campo. También es famoso por afirmar en una conversación con Duane Kuiper, después del partido de sus 6 derrotas consecutivas justo antes de que lo partió "simplemente llené mi coche de gasolina, así que me siento muy bien ahora".
El 6 de julio de 2009, Sandoval pegó su primer grand slam en el AT&T Park contra los Marlines de la Florida.
El 30 de julio de 2009, Sandoval pegó su primer jonrón en el "McCovey Cove" (parte derecha del estadio que se conecta con la Bahía de San Francisco) en el 50 aniversario del debut de Willie McCovey en la MLB. En el momento de la carrera, McCovey era entrevistado por los comentaristas de los Gigantes, Duane Kuiper y Mike Krukow en la estación televisiva de los Gigantes, CSN Bay Area. Pablo Sandoval también hizo historia con los Gigantes al dar 189 hits como bateador ambidextro en 2009.
Sandoval terminó la temporada 2009 con el promedio de bateo más alto, de segundo entre los bateadores de la Liga Nacional con .330 de AVG. Estos números le valieron a Sandoval para optar por el premio MVP de la MLB en el 2009, aunque terminó séptimo en la votación.
Temporada 2010
En la temporada 2010 vio caer drásticamente sus números al batear .268 con 13 jonrones y 63 impulsadas.
Temporada 2012
En la temporada 2012, se proclamó MVP (Jugador más Valioso) de la Serie Mundial con los Gigantes de San Francisco, promediando .500 y contribuyendo a la "barrida" que le propinaron los Gigantes de San Francisco a los Tigres de Detroit.
Siendo el 4.º pelotero en lograr dar tres jonrones en un mismo partido, y el primero en completar la hazaña en sus primeros tres turnos de serie Mundial donde se fue de 4-4 bateando en su último turno un sencillo al jardin central.

### De regreso a la Bahía 2017
Luego de una pesadilla vivida en Boston y no llenar las expectativas de dicha franquicia llegó a un acuerdo y fue dejado el libertad, El antesalista pactó este sábado contrato de ligas menores con los Gigantes de San Francisco, luego de ser dejado en libertad por los Medias Rojas de Boston, informó CSN Bay Area.
Sandoval se unirá a la Clase A de San José inmediatamente y se trasladará a Triple-A Sacramento el martes. Estaba en el estadio de los Gigantes el AT & T Park, el sábado para realizarse los exámenes físicos.

## Navegantes del Magallanes

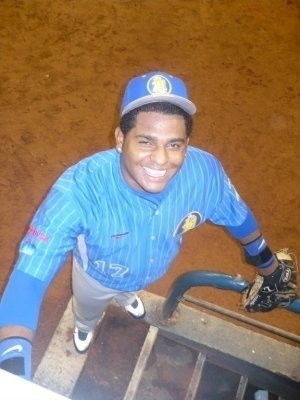
Pablo Sandoval vistiendo el uniforme de los Navegantes del Magallanes.

Sandoval debutó el 15 de diciembre de 2006 con los Navegantes del Magallanes ante los Caribes de Anzoátegui. En su primer turno falló con rolling a segunda ante el zurdo Renyel Pinto. El 21 de diciembre consiguió su primer hit ante Ismael Ramírez también de los Caribes de Anzoátegui. En su primera campaña se fue de 13-5 (385) con 3 anotadas. En su segunda campaña con el equipo estuvo apenas en 11 partidos donde bate para .217 (23-5) con 2 anotadas y una impulsada.
En la temporada Liga Venezolana de Béisbol Profesional 2008/09, ganó el título de bateo como novato con .396 siendo el primer novato en lograrlo. Su average resultó ser el tercer más alto dentro de la divisa magallanera sólo superado por el .414 de Dave Parker en la 76-77 y los .403 de Pablo García en 1946; además se convirtió en el primer criollo en la historia del Magallanes con el average más alto en una temporada. Quedó cuarto en hits con 76, primero en OBP con 449 y primero en Sluggin con 677 y consiguió romper el récord para un novato de jonrones y empujadas. Al final el Novato del Año lo conquistó Maximiliano Ramírez con 35 de los 45 votos posibles.
Para la temporada 2009-10, se uniformó con los colores de los Navegantes del Magallanes en el mes de diciembre, luego de tomar 572 turnos al bate con los Gigantes de San Francisco, por lo que su participación se vio limitada hasta el 11 de enero de 2010 en un partido que terminó a favor 10x2 ante los Leones del Caracas, donde logró conectar 3 dobles y 3 anotadas en 5 turnos. Al momento de su despedida del Round Robin 2009/10, Sandoval lideraba los departamentos de CA con 13, HR con 5, y CI 11 en su primer Round Robin y en su segunda temporada en la LVBP.
Pablo Sandoval regresaría de nuevo en el 7.º y decisivo juego de la Final de la temporada 2009-10 contra los Leones del Caracas. Sandoval salió de San Francisco, Estados Unidos, el día jueves 28 de enero a horas de la noche, y llegó a Miami el día viernes 29 de enero a las 7:00 de la mañana. De inmediato tomó otro avión para Caracas, el cual arribó a las 3:30 de la tarde a Maiquetía, Estado Vargas, y de allí, por cuestiones de tiempo, tomó un helicóptero hacia el Estadio José Bernardo Pérez. Al llegar al Estadio, inmediatamente tomo una práctica de bateo, para dar luego una rueda de prensa. Sandoval finalmente fue alineado en como bateador designado de los Navegantes del Magallanes, donde se fue de 4-1, con un hit y un ponche, para culminar su actuación con Magallanes, donde conseguirían el subcampeonato tras caer derrotados 7 x 2 ante los Leones del Caracas.
Luego de esa final perdida, Sandoval obtuvo su redención ganando en la temporada 2012-13, y ya estando más consolidado como un jugador estrella en la MLB, el título con Magallanes, siendo MVP de la final ante Cardenales de Lara. En dicha final conectó 10 hits en siete juegos, tres jonrones, nueve carreras remolcadas y cinco carreras anotadas para un AVE. de 333. Fue la primera final ganada por Sandoval en Venezuela.
En la temporada 2021-22 logró nuevamente el campeonato en la serie final ante Caribes de Anzoátegui, conectando siete hits, un cuadrangular, cinco remolcadas, la misma cantidad de anotadas y un AVG de .350 en 20 turnos. Sandoval consiguió su tercer título en la temporada 2021-22, nuevamente ante Caribes.

## Estadísticas

### LVBP
- Campeón (3): 2012-13, 2013-14 y 2021-22.
- Subcampeón (1): 2009-10.

### MLB
| Temporada | Equipo                    | Liga | Edad | AVG  | JJ  | VB  | CA | H   | 2B | 3B | HR | CI | SB | CS | BB | SO | OBP  | SLG  |
| --------- | ------------------------- | ---- | ---- | ---- | --- | --- | -- | --- | -- | -- | -- | -- | -- | -- | -- | -- | ---- | ---- |
| 2008      | Gigantes de San Francisco | NL   | 22   | .345 | 41  | 145 | 24 | 50  | 10 | 1  | 3  | 24 | 0  | 0  | 4  | 14 | .357 | .490 |
| 2009      | Gigantes de San Francisco | NL   | 23   | .330 | 153 | 572 | 79 | 189 | 44 | 5  | 25 | 90 | 5  | 5  | 52 | 83 | .387 | .556 |
| 2010      | Gigantes de San Francisco | NL   | 24   | .323 | 152 | 563 | 61 | 151 | 34 | 3  | 13 | 63 | 3  | 2  | 47 |    | .323 | .409 |